# Neheim (Adelsgeschlecht, Sondermühlen)

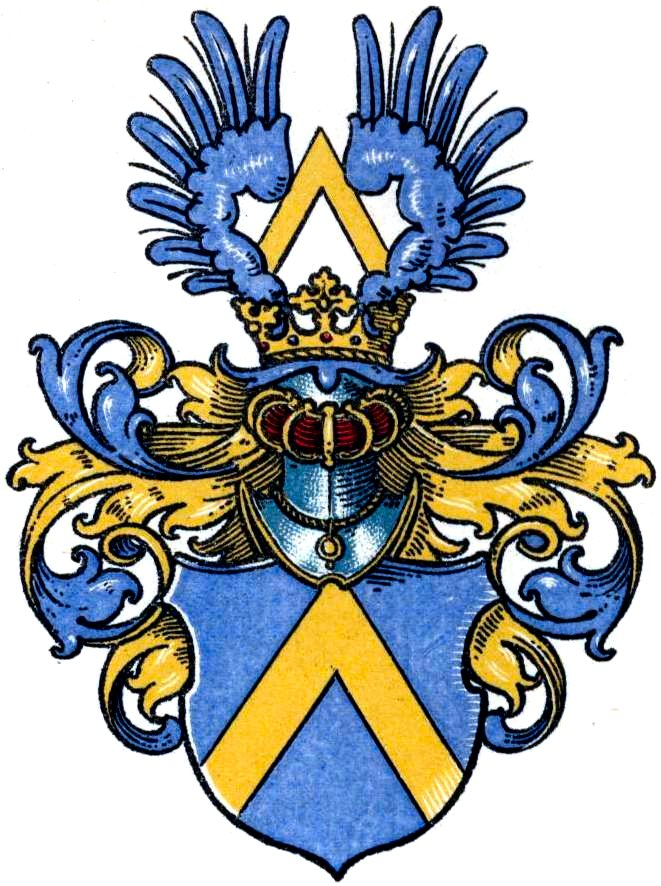
Stammwappen derer von Neheim zu Sondermühlen und Niederwerries

Die Herren von Neheim zu Sondermühlen und Niederwerries (auch Nehem; die Linie zu Rüdinghausen auch Neheim gen. Dütscher oder Düscher o. ä.) waren ein westfälisches Adelsgeschlecht.
Die Familie ist von dem gleichnamigen Adelsgeschlecht derer von Neheim zu Ruhr zu unterscheiden.

## Geschichte

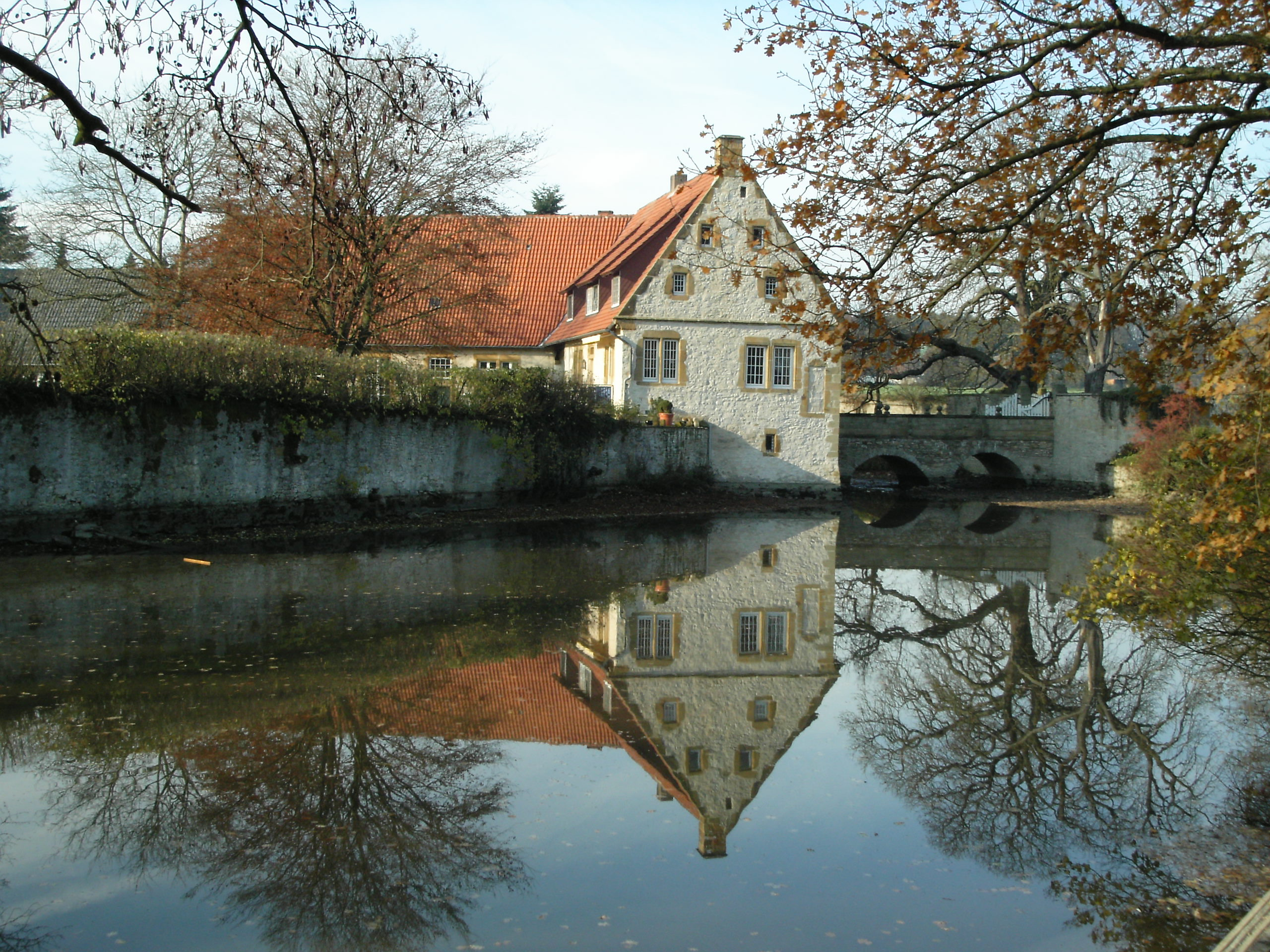
Gut Sondermühlen

Die Stammheimat des Geschlechts war die Grafschaft Mark. Die Hauptbesitzungen der Familie waren Gut Sondermühlen (Melle) (1558–1778), Haus Rüdinghausen (Witten) (um 1400) und Niederwerries (Hamm) (15. Jh.–1677). Ferner besaß das Geschlecht um die Mitte des 18. Jahrhunderts Aburg, Horst, Laer und Schmalena (Landkreis Osnabrück), Bruchmühlen und Rollinghof (Bünde) und Burg Vellinghausen (Soest) (1569–1670).
Johann von Neheim zu Niederwerries heiratete um 1500 die letzte Erbtochter der Herren von Berstrate, Elske von Berstrate, wodurch Berstrate in die Familie kam. Die Enkel der Eheleute vermehrten ihr Wappen mit dem Wappen der Herren von Berstrate (schon 1575) und nannten sich „von Neheim zu Berstrate“ (siehe vermehrtes Wappen unten).
Hermann von Neheim unterschrieb 1591 als Domherr die Domkapitulation des Herzogs Philipp Sigismund zu Lüneburg, als er Bischof zu Osnabrück wurde. Um 1626 lebten Benedikt von Neheim, Dompropst, und Caspar von Neheim, Domherr und Senior des Hochstifts Osnabrück. Anna von Neheim zu Niederwerries (Stiftsdame im Stift Borghorst) heiratete 1629 Heinrich II. von Droste-Hülshoff. Johann Eberhard von Neheim war 1641 Domherr zu Osnabrück, ebenso wie gegen Ausgang des 17. Jahrhunderts Dietrich Heinrich von Neheim und Matthias Christoph Antonius von Neheim. Heinrich Dietrich von Neheim zu Sondermühlen war 1722 Dompropst zu Minden, ebenso wie 1733 Ferdinand Sigismund Wolff von Neheim zu Eggermühlen, der auch ein Kanonikat im Stift Osnabrück besaß.
Die Letzte des Geschlechts, Caroline Elisabeth von Neheim, heiratete am 27. Oktober 1779 Ernst Hugo von Ledebur zu Arenshorst.

## Persönlichkeiten
- Johann Neheim († 1596), Domherr in Münster.

## Wappen
Blasonierung: In Blau ein goldener Sparren. Auf dem gekrönten Helm ein offener blauer Flug; dazwischen wiederholt sich der Sparren. Die Helmdecken sind blau-golden.
Weitere Wappendarstellungen

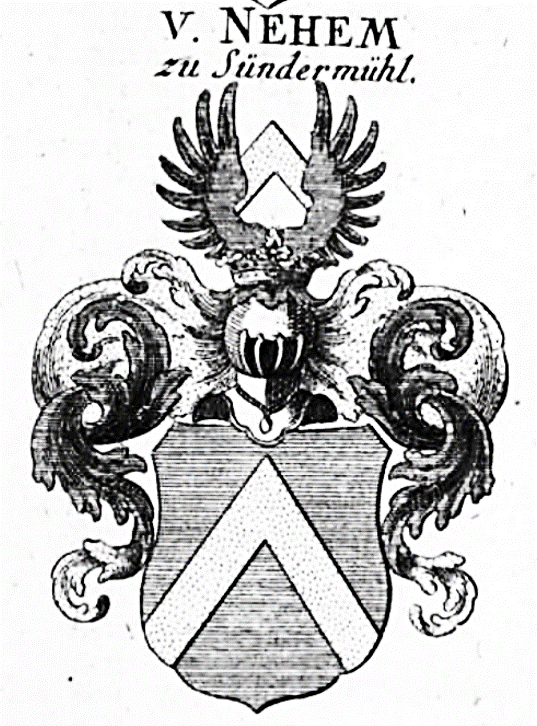
Wappen derer von Neheim zu „Sündermühl“ bei Siebmacher
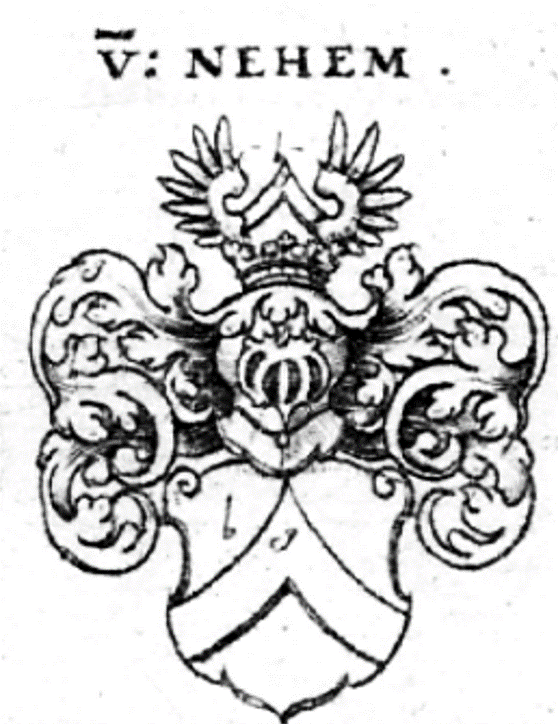
Wappen derer von Neheim
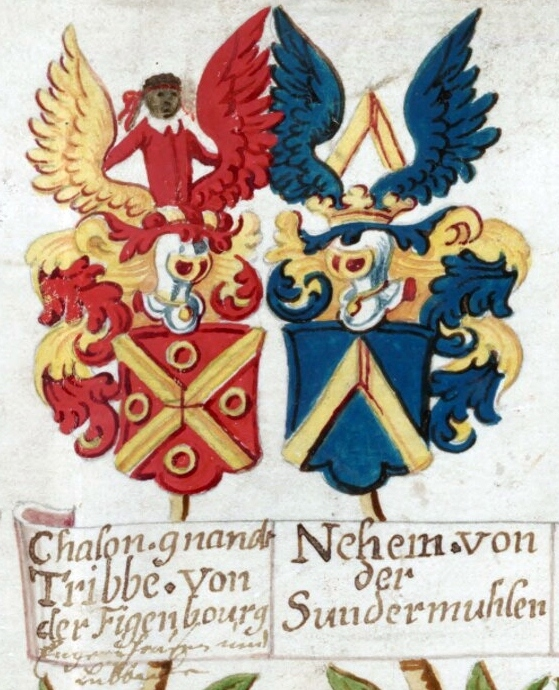
Wappen derer von Nehem von der Sundermuhlen in einer Aufschwörungstafel (1696)
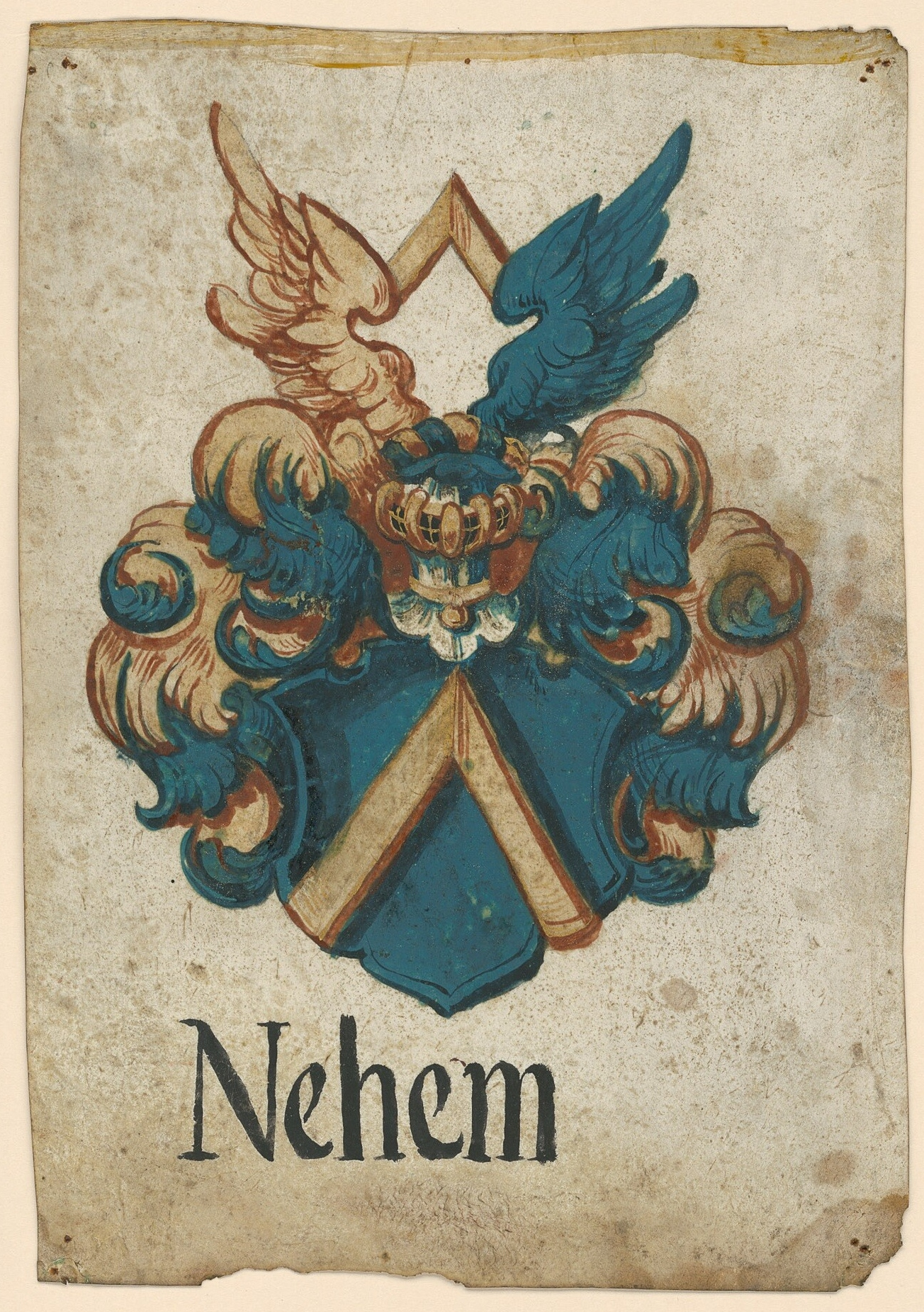
Wappen derer von Nehem mit unterschiedlich farbigen Flügeln (Museen Burg Altena)
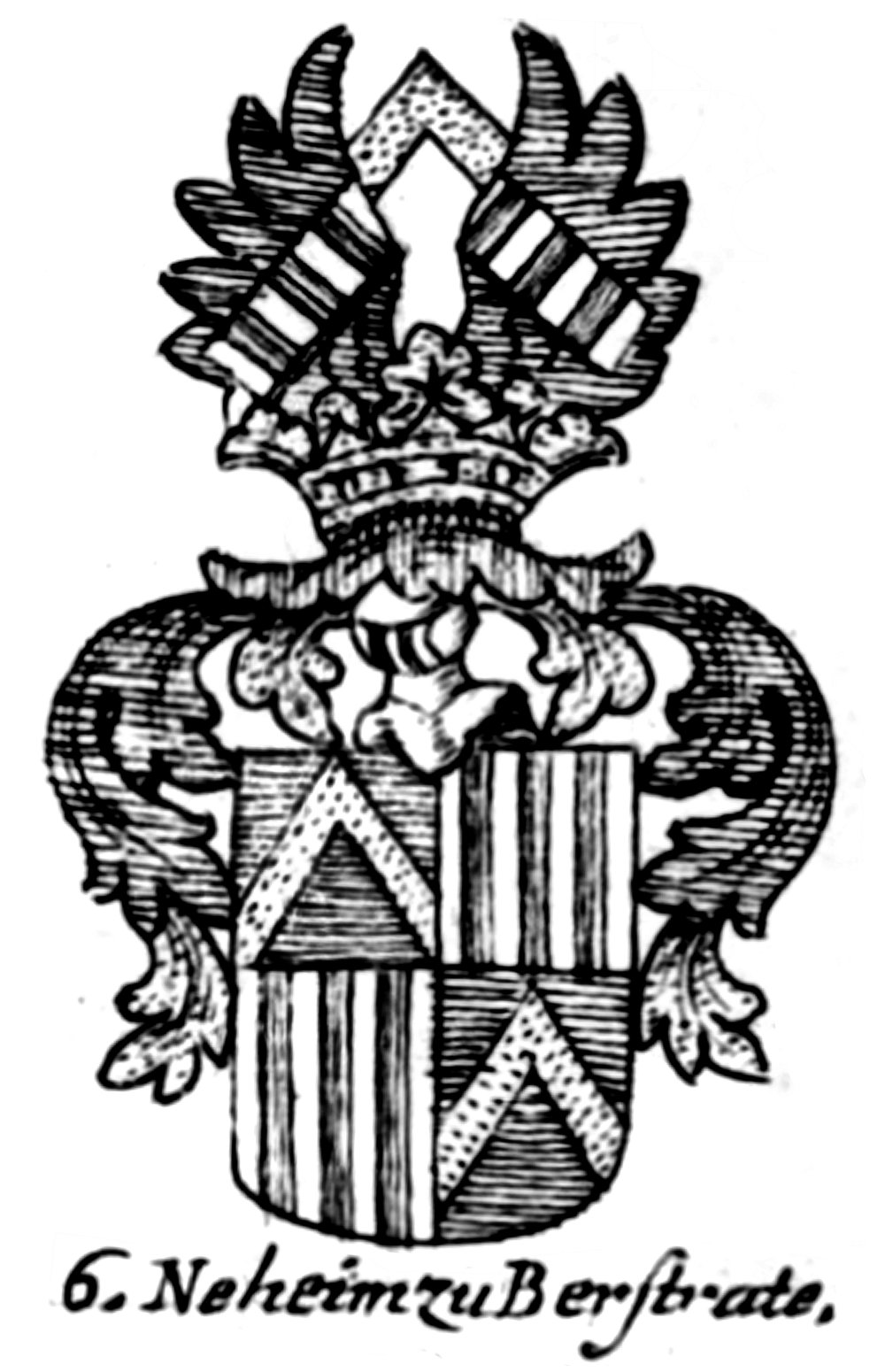
Vermehrtes Wappen derer von Neheim zu Berstrate
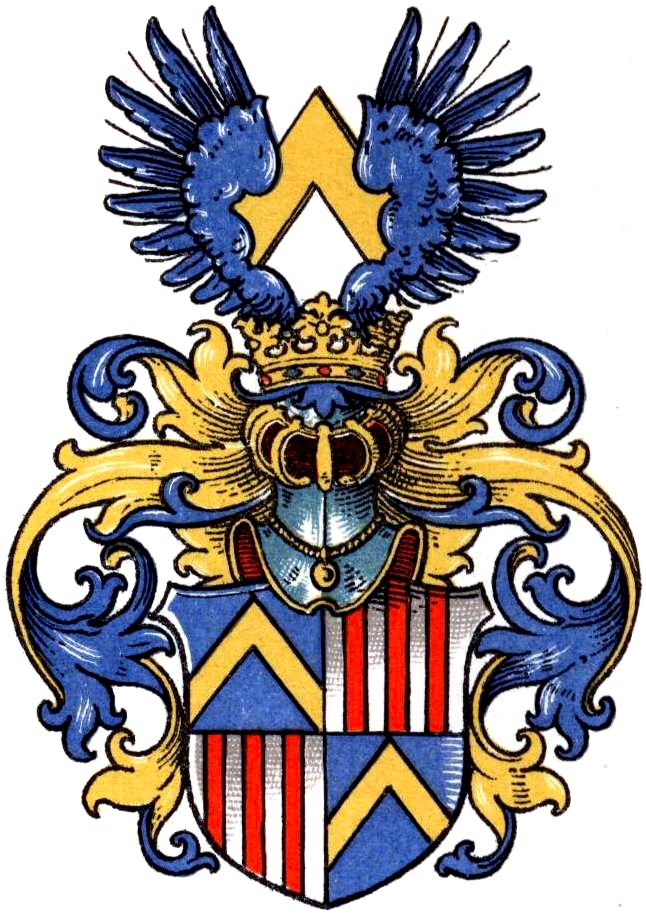
Neheim zu Berstrate, Wappenbuch d. westfälischen Adels (1903)
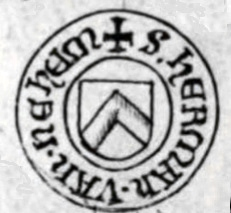
Historischer Siegelabdruck mit Wappen derer von Neheim
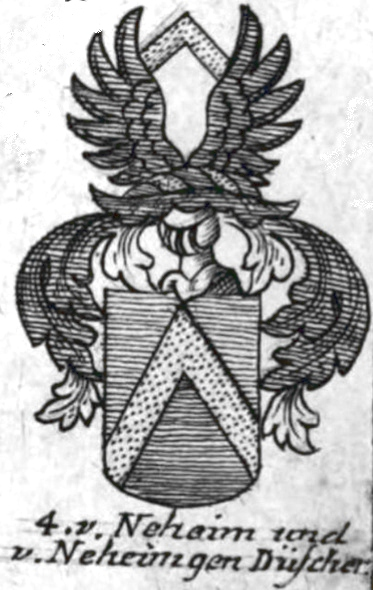
Wappen Neheim gen. Düscher